# 夜店

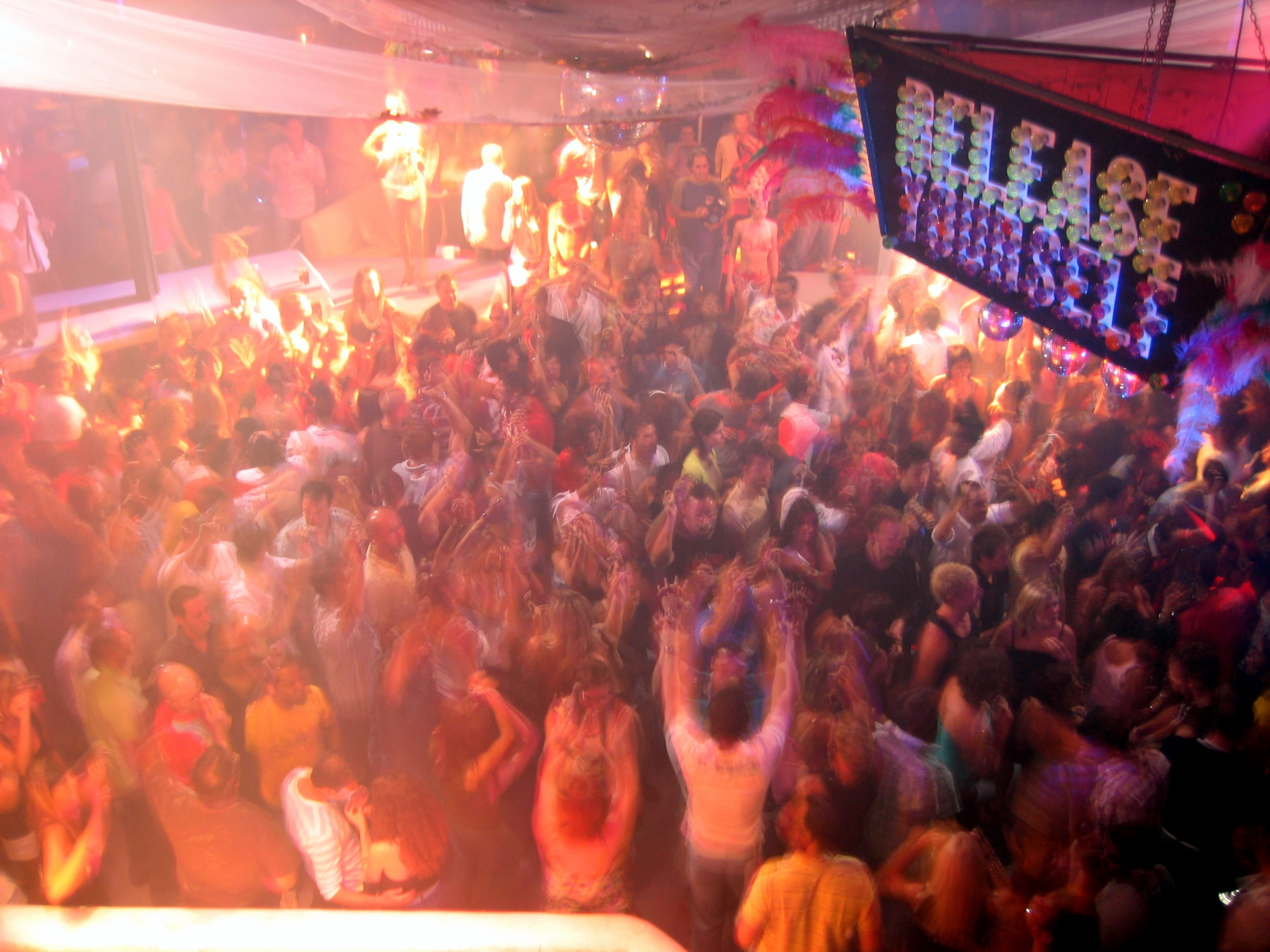
舞池

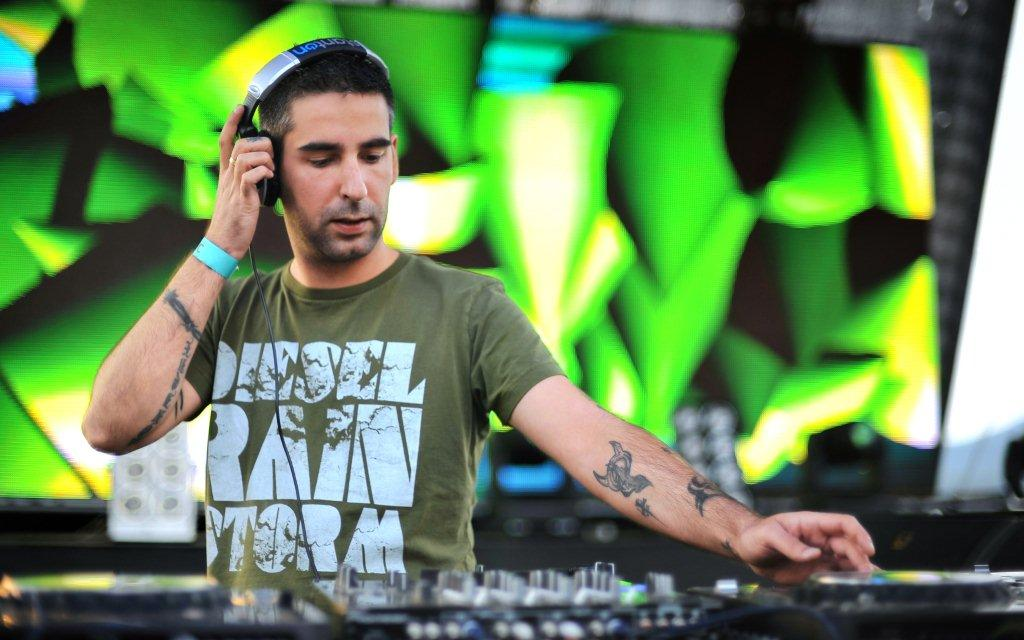
唱片骑师正在搓碟

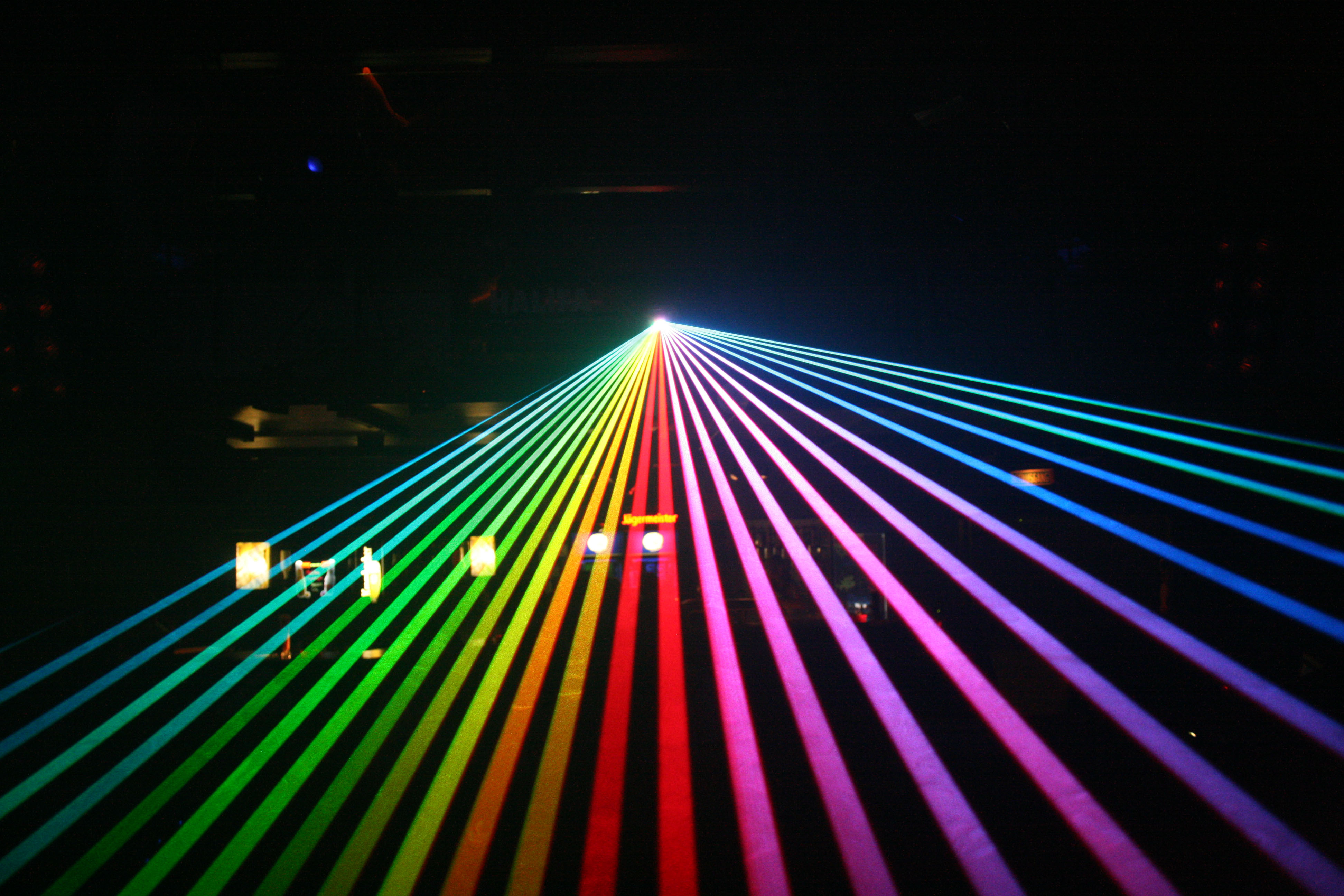
霓虹灯散发出炫丽的光芒

夜店（英語：Nightclub，直译：「夜晚俱乐部」，或舞蹈俱乐部（Dance club）是夜间开放的俱乐部，通常用于饮酒、跳舞和其他娱乐。夜店通常设有酒吧、迪斯科舞厅 / 舞池（通常简称为迪斯科）、激光灯光秀以及现场音乐会表演或播放唱片骑师（DJ）已经混音录制好音乐的舞台。夜店通常比剧院和体育场等现场音乐表演场所小，顾客座位很少或根本没有。
夜店可分為纯娱乐型夜店和休闲型夜店，前者主要有舞廳、夜总会、KTV包房、演艺酒吧等，後者主要有西餐厅、音乐酒吧、咖啡厅等。前者需要购买门票进入，在其中暂留可能会伴有其他消费项目，青年是主要消费群体，通常设有供人跳舞的舞池和提供酒精類飲料的吧台，由唱片騎師在现场播放事先录制且节奏感强烈的电子音乐。

## 名称来历
“Nightclub”该名称在1920—1930年代歐美的傳入中國時的譯名为“夜总会”，在英語中“Nightclub”广义泛指各類夜生活娛樂場所，但在華語中由於時代變遷，上世紀末以後就以“夜店”作為现今英文单词“Nightclub”的譯名為多，而夜總會通常專指某些特定形式的夜店。

## 入場費用
臺灣過去夜店費用男女相同，但產生了男多女少的情況，理想的情況是男女數量相同，為了平衡夜店男女比例，臺灣有些夜店會採取差別收費，男生入場費較高，女生入場費較低，藉此平衡男女比例，不過依然還是有部分夜店保持著男女入場費相同，依照不同夜店而有所不同。有些夜店還有主題活動時期，收費會有不同，若符合當日夜店活動主題入場，可以減少入場費用。

## 入場限制
無論是歐洲、美洲、亞洲大多數的夜店入場都會限制需要證件，符合能飲用酒的年齡才能夠進去夜店。

## 事故
由於夜店具有人口密集與夜間經營的特性，所以當發生意外事故時，常導致死傷慘重。因此各地的政府，都會加強查核夜店的消防與逃生的設施，以防萬一。。